# Podul Andrei Șaguna
Podul Andrei Șaguna (früher Podul Mihai Viteazul) ist der Name einer Brücke in der westrumänischen Stadt Timișoara. Sie überquert die Bega beim Piața Sarmisegetuza und ist eine der drei Brücken in Fabric, dem II. Bezirk der Stadt. Benannt ist das Bauwerk seit 1924 nach dem rumänischen Nationalhelden Mihai Viteazul. Bis 1919 wurde sie als Malom-téri hid bezeichnet, danach fünf Jahre lang als Podul din Piața Morii, deutsch jeweils Mühlenplatzbrücke. In beiden Fällen wurde der Name von der früheren Bezeichnung des Piața Sarmisegetuza abgeleitet.

## Vorgeschichte
Die Bega hatte in der Fabrikstadt früher mehrere Arme, auf denen eine große Anzahl von Wassermühlen in Betrieb war. Zur besseren Nutzung der Wasserkraft beschloss der Stadtrat 1902 die Errichtung des Wasserkraftwerks Timișoara und die gleichzeitige Schließung der Wassermühlen. Der Systematisierungsplan von 1901 bis 1903 des Ingenieurs László Szesztay sah die Begradigung der Bega auf einer Länge von 2,4 Kilometern vor. Auf dieser Strecke wurden drei neue Brücken gebaut: am heutigen Piața Sarmisegetuza, am heutigen Piața Badea Cârțan und beim späteren Baia Publică Neptun.

## Die alte Brücke
Der Bau der Brücken wurde öffentlich ausgeschrieben. Es gingen 14 Bewerbungen von Firmen aus Budapest, Timișoara und Arad ein. Den Zuschlag für die hier behandelte Brücke bekam die Budapester Firma Magyar beton és vasbeton építési vállalat. Im Frühjahr des Jahres 1908 wurden die Verträge unterzeichnet. Die Konstruktion der Brücke fiel in die Verantwortung des Budapester Büros von Aladár Kovács–Sebestény.
Aladár Kovács–Sebestény (* 1858 in Buda; † 1921 Budapest) war ein angesehener Hydrotechniker. Nach Beendigung seines Studiums an der Eidgenössischen Technischen Hochschule Zürich ließ er sich in Timișoara nieder, wo er Leiter der Wasserregulierungskommission wurde. Er erarbeitete das Projekt zur Regularisierung der Bega und der Temesch sowie das Projekt zum Bau der Staudämme. Gemeinsam mit Ludwig von Ybl erarbeitete er den ersten Systematisierungsplan der Stadt.
Architekt der Brücke war der Budapester Rezső Hikisch. In Vorbereitung der Bauarbeiten machte er einige Studienreisen nach Budapest, Dresden und München.
Die vier Reliefs an den Brückenköpfen wurden im Atelier des Bildhauers Nándor Gallas aus Timișoara erstellt und stellen folgende Figuren dar:
- eine weibliche Figur mit dem Stadtsiegel
- ein Gerber beim Bearbeiten eines Fells
- ein Müller mit einem Sack auf dem Rücken
- ein Arbeiter beim Beladen eines Boots

Seitens der Stadt waren die Ingenieure Emil Szilárd und Stan Vidrighin für das Projekt zuständig. 1909 wurde die Brücke fertiggestellt. Seit 1930 wird sie außerdem von der Straßenbahn Timișoara befahren, damals ging der neue Streckenabschnitt zwischen Piața Sarmisegetuza und Spitalul Victor Babeș in Betrieb.

## Die neue Brücke
Die Zeit ging nicht spurlos an der Brücke vorbei, Alterungserscheinungen und Abnutzung wurden sichtbar. 1970–1971 wurde dem Institutul de Proiectare Timiș (I.P.R.O.T.I.M.) die Begutachtung der Brücke in Auftrag gegeben. Die festgestellten Schäden waren gravierend. 1980 wurde die Brücke abgerissen und durch eine Stahlbetonbrücke ersetzt. Die Konstruktion der neuen Brücke übernahm das I.P.R.O.T.I.M. unter Leitung von Ingenieur Radu Marinov.
Die neue Brücke hatte eine zentrale Öffnung von 31 Metern, die beiden seitlichen Öffnungen betrugen je 9,30 Meter. Die Fahrbahn hat eine Breite von sieben Metern und die beiden Fußgängerwege je drei Meter. Die vier Reliefs, die im Banater Museum zwischengelagert waren, wurden an die Enden der Brücke versetzt.